# Attagenus brunneus
Attagenus brunneus là một loài bọ cánh cứng trong họ Dermestidae. Loài này được Faldermann miêu tả khoa học năm 1835.